# Oltre...l'abisso
Oltre... L'Abisso è il quinto album del gruppo musicale folk metal italiano Folkstone, uscito il 3 novembre 2014.

## Tracce
1. In caduta libera – 4:03
2. Prua contro il nulla – 4:42
3. La tredicesima ora – 4:56
4. Mercanti anonimi – 4:17
5. Respiro avido – 4:02
6. Manifesto sbiadito – 4:00
7. Le voci della sera – 3:49
8. Nella mia fossa – 3:00
9. Fuori sincronia – 4:44
10. Soffio di attimi – 4:27
11. L'ultima notte – 3:51
12. Ruggine – 3:45
13. Tex (Cover dei Litfiba) – 3:42
14. Oltre... l'abisso – 4:33